# شهرستان کلارک (ویسکانسین)
شهرستان کلارک، ویسکانسین (به انگلیسی: Clark County, Wisconsin) یک سکونتگاه مسکونی در ایالات متحده آمریکا است که در ویسکانسین واقع شده‌است.

## خصوصیات
شهرستان کلارک ۳٬۱۵۷٫۲۱ کیلومترمربع مساحت دارد.